# Port lotniczy Ilulissat
Port lotniczy Ilulissat – port lotniczy położony w Ilulissat na Grenlandii.

## Kierunki lotów i linie lotnicze
| Linia lotnicza | Kierunek |
| -------------- | --- |
| Air Greenland  | 1. Aasiaat 2. Ilimanaq 3. Kangerlussuaq 4. Nuuk 5. Qaanaaq 6. Qaarsut 7. Qeqertaq 8. Saqqaq 9. Sisimiut 10. Upernavik Sezonowo: 1. Reykjavik-Keflavík 2. Qasigiannguit 3. Qeqertarsuaq |
| Air Nunavut    | Czartery: 1. Iqaluit |
| Icelandair     | Sezonowo: 1. Reykjavík |